# Johnny Hates Jazz
Johnny Hates Jazz, är en brittisk trio som bildades 1986 av Clark Datchler (sång och piano), Calvin Hayes (keyboard) samt Mike Nocito (bas). Namnet Johnny Hates Jazz kom från Mike Nocitos svåger som ogillade jazz. 1986 gav de ut sin första singel, "Me and My Foolish Heart". 1987 fick de stora framgångar internationellt med singeln "Shattered Dreams". Den följdes av ytterligare tre internationella hits - "I Don't Want to Be a Hero", "Turn Back the Clock" (med Kim Wilde som körsångare) och "Heart of Gold".1988 lämnade Datchler gruppen och satsade istället på en solokarriär.
Efter att albumet Tall Stories floppade 1991 upplöstes gruppen.
Under 2009 beslutade Datchler, Nocito och Hayes att förena sina krafter igen och återuppta Johnny Hates Jazz. 2010 spelade de live i Europa och Fjärran Östern. Datchler och Nocito beslutade att påbörja arbetet med ett nytt album som släpptes 2013.
Gruppens musikstil består till stor del av synth med 80-talskaraktär, och sångtexternas handlar ofta om livets vägval och konsekvenser samt om en strävan efter personlig frihet och frid.

## Diskografi
Studioalbum
- Turn Back The Clock (1988)
- Tall Stories (1991)
- Magnetized (2013)

Samlingsalbum
- The Very Best of Johnny Hates Jazz (1993)
- Best of the 80's (2000)

Singlar (topp 100 på UK Singles Chart)
- "Shattered Dreams" (1987) (#1)
- "I Don't Want to be a Hero" (1987) (#2)
- "Turn Back the Clock" (1987) (#12)
- "Heart of Gold" (1988) (#19)
- "Don't Say It's Love" (#48)

## Bandmedlemmar
Nuvarande medlemmar
- Clark Datchler (född 27 mars 1964, Sutton, Surrey) – sång, piano (1986–1988, 2009–)
- Mike Nocito (född 5 augusti 1960, Wiesbaden, Västtyskland) – keyboard (1986–1991, 2009–)

Tidigare medlemmar
- Calvin Hayes (född 23 november 1962, England) – basgitarr (1986–1991, 2009–2010)
- Phil Thornalley (född 5 januari 1960, Suffolk, England) – sång (1989–1992)